# Кароліна Гершель
Каролі́на Лукре́ція Ге́ршель (нім. Caroline Lucretia Herschel; 16 березня 1750, Ганновер — 9 січня 1848) — німецька астрономка, чиїм найважливішим внеском в астрономію стало відкриття кількох комет, включно з періодичною кометою 35P/Гершель – Ріголле, яка названа її іменем. Молодша сестра астронома Вільяма Гершеля, з яким працювала протягом усієї своєї кар'єри.
Перша жінка, яка отримувала платню як науковиця, перша жінка в Англії, що обійняла урядову посаду, перша жінка, яка отримала золоту медаль Королівського астрономічного товариства (1828 р.) та була визнана почесною членкинею Королівського астрономічного товариства (1835 р., разом з Мері Сомервілл). Крім того, вона стала почесною членкинею Королівської ірландської академії (1838). Король Пруссії презентував їй золоту медаль за досягнення в науці з нагоди її 96-го дня народження (1846).

## Біографія

### Ранні роки
Кароліна Лукреція Гершель народилася в місті Ганновер 16 березня 1750 року восьмою дитиною та четвертою дочкою Ісаака Гершеля, єврея самоучки-гобоїста, та Анни Ільзе Морітцен. Батько став капельмейстром в Ганноверській пішій гвардії, до якої він приєднався в 1731 році, і разом зі своїм полком був відсутній тривалими періодами. Він захворів після битви при Деттінгені (частина війни за австрійську спадщину) 1743 року та так і не одужав повністю. Він страждав від слабкого здоров'я, хронічного болю та астми до кінця життя. Софія, найстарша донька в сім'ї, була на 16 років старшою за Кароліну і єдиною дівчиною, окрім неї, яка вижила. Вона одружилася, коли Кароліні було п'ять, а це означало, що молодшій дівчині було доручено велику частину домашньої роботи. Кароліна, як і інші діти, отримала побіжну освіту, навчившись читати, писати та ще трохи різного. Батько намагався навчати дітей вдома, але його зусилля здебільшого мали більше успіху з синами.
У 10 років Кароліна захворіла на тиф, який зупинив її ріст, тож вона так ніколи і не зросла вище за 1 метр 30 сантиметрів. Через хворобу також значно погіршився зір на лівому оці. Її родина припускала, що вона ніколи не вступить в шлюб, а мати вважала, що для неї краще тренуватись бути служницею, а не вчитися, догождаючи батькові. Її батько іноді користався відсутністю матері, займаючись з нею окремо або запрошуючи до уроків брата. Кароліні дякий час дозволяли вчитися робити одяг. Хоча сусідка навчила її шити, час дівчини для тренувань був обмежений численними домашніми справами. Щоб вона не стала гувернанткою та не здобула таким чином незалежність, їй було заборонено вивчати французьку мову та займатися шиттям серйозніше за отримані в сусідів навички.
Після смерті батька її брати Вільям та Олександр запропонували переїхати до них у місто Бат (Англія), щоб пройти випробувальний термін у ролі співачки для церковних виступів брата-музиканта. Зрештою, Кароліна лишила Ганновер 16 серпня 1772 року після суперечки брата з їх непокірною матір'ю.  
У Баті вона взяла на себе обов'язки ведення домашнього господарства Вільяма і почала вчитися співати. Вільям влаштувався органістом і вчителем музики на вулиці Нью-Кінг-Стріт, 19 (тепер Музей астрономії Гершеля). Він також був хормейстером капели Октагона. Вільям був зайнятий своєю музичною кар'єрою і став активно організовувати публічні концерти.
Кароліна Гершель не вписувалась у місцеве суспільство і мала небагато друзів, але, нарешті, могла вдовільнити своє бажання вчитися, тож брала регулярні уроки співу, англійської та арифметики у свого брата та навчалася танців у місцевого викладача. Вона також опанувала гру на клавесині, і врешті стала невід'ємною учасницею музичних виступів Вільяма для невеликих аудиторій. Вона співала головні партії на його ораторіях і досягла такої репутації як вокалістка, що їй запропонували взяти участь у Бірмінгемському фестивалі після виконання Месії Генделя у квітні 1778 року, де вона була першою солісткою. Вона відмовилася співати для будь-якого іншого диригента, крім Вільяма, тож після цього виступу її кар'єра співачки почала занепадати. Згодом Кароліну Гершель змінили видатні солістки здалеку, оскільки Вільям хотів витрачати менше часу на репетиції, щоб зосередитись на астрономії.

### Перехід до астрономії

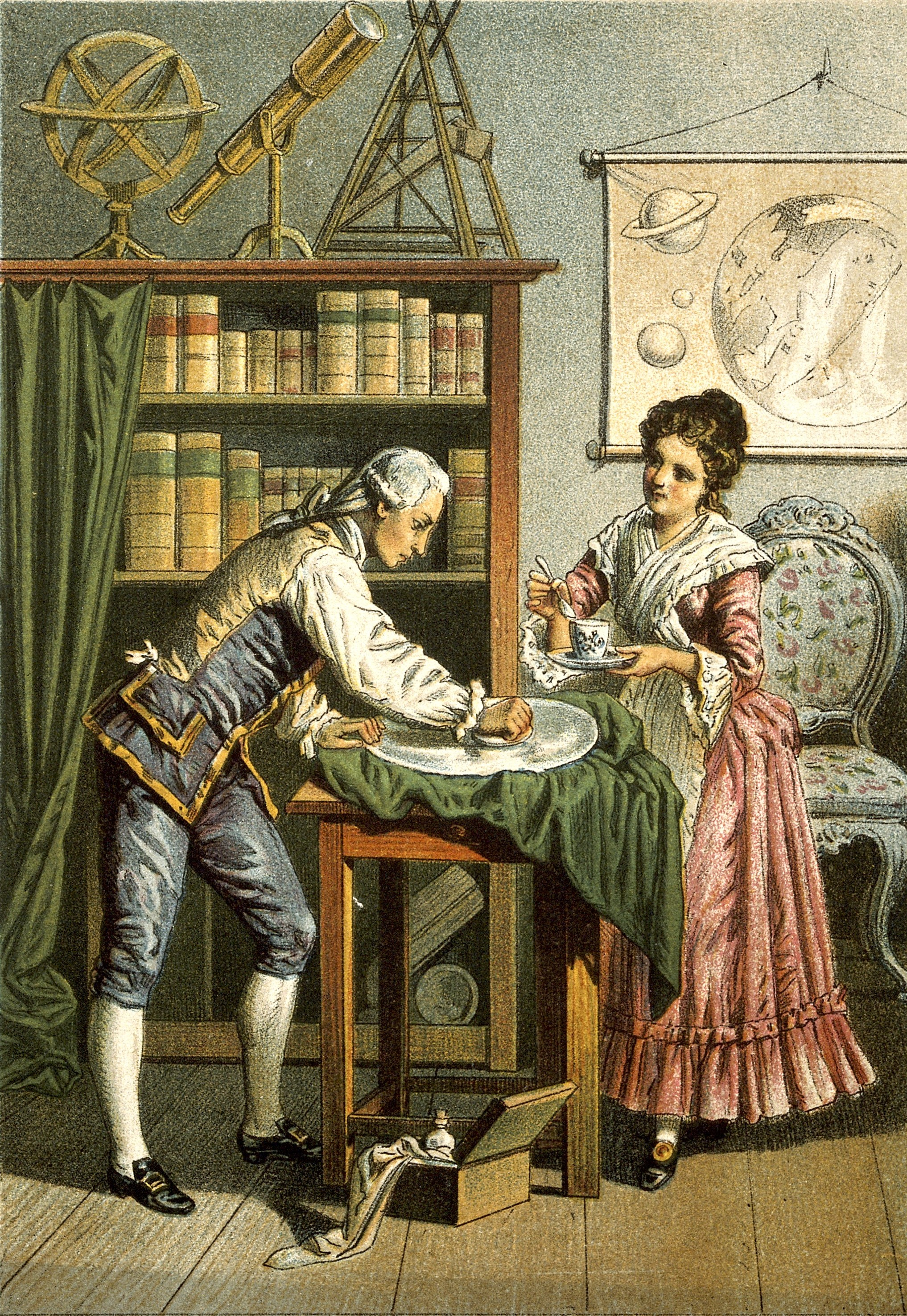
Вільям та Кароліна Гершель за шліфуванням дзеркала телескопа, 1896 р. Літографія

Коли брат Вільям зацікавився астрономією, перекваліфіковуючись з музиканта на астронома, Кароліна знову підтримала його починання. У своїх спогадах вона дещо гірко каже: «Я не робила для свого брата нічого, крім того, що зробила б і добре дресована собака, тобто я робила все те, що він мені наказував». Зрештою, вона зацікавилася астрономією та насолоджувалась своєю роботою. У 1770-х роках, коли Вільям поринув у астрономію, він почав будувати свої власні телескопи, адже був незадоволений якістю лінз, які зміг придбати. Кароліна годувала його і читала йому, поки він працював, незважаючи на її бажання розвивати свою кар'єру професійної співачки. Вона сама стала визначною астрономинею в результаті співпраці з ним. Гершель переїхав до нового будинку в березні 1781 року після того, як їхній бізнес провалився, і Кароліна охороняла останки речей вночі 13 березня, коли Вільям відкрив планету Уран. Хоча він сприйняв це за комету, його відкриття довело перевагу нового телескопа. Кароліна та Вільям зіграли свій останній музичний виступ у 1782 році, коли її брата запросили зайняти кабінет придворного астронома при королі Джорджі III. Останні кілька місяців їхньої музичної кар'єри були повними суперечок і взаємної критики.

### Астрономічна кар'єра

#### Перші відкриття та каталог

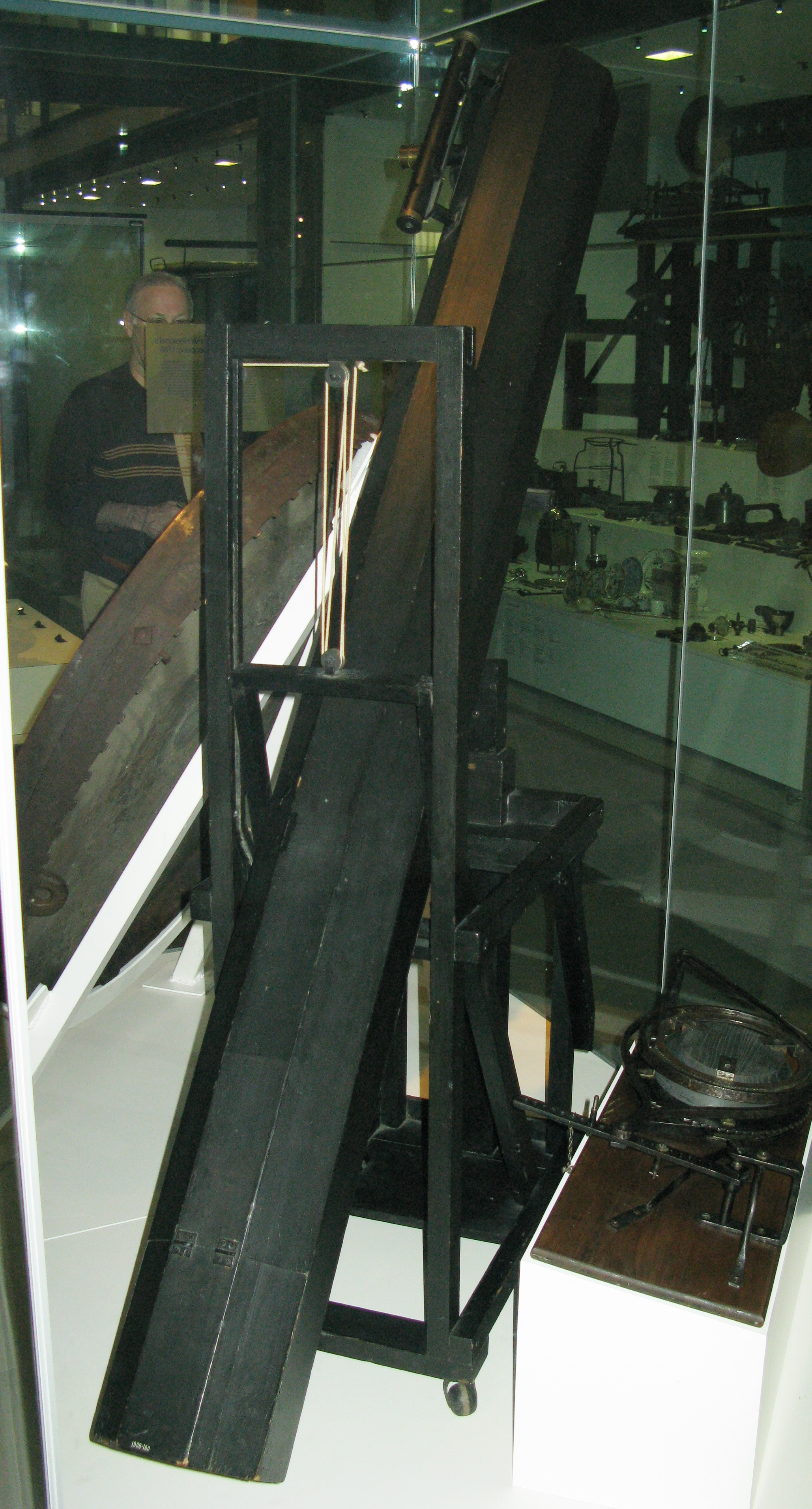
Телескоп, який Вільям Гершель зробив для Кароліни у 1795 році

Інтерес Вільяма до астрономії почався як хобі, яким можна було зайнятися вночі. За сніданком наступного дня він читав імпровізовані лекції про те, що дізнався напередодні ввечері. Кароліна зацікавилася, як і Вільям, заявивши, що «сильно заважає тренуванню, коли постійно потрібна моя допомога у виконанні різних астрономічних витівок». Вільям прославився своєю роботою на високоефективних телескопах, а Кароліна підтримувала його зусилля. Вона провела багато годин за поліруванням дзеркал та встановленням телескопів, щоб максимально збільшити кількість захопленого світла. Вона навчилася копіювати астрономічні каталоги та інші публікації, які запозичував Вільям. Вона також навчилася записувати, зводити дані та організовувати астрономічні спостереження брата. Вона на власному досвіді дізналася, що ця робота вимагає швидкості, точності та акуратності.
Кароліну попросили переїхати з висококультурного міста Бат до відносно забитого Датчета в 1782 році, маленького містечка біля Віндзорського замку, де Вільям міг би розважати королівських гостей. Він припускав, що Кароліна стане його помічницею, що спочатку її не дуже тішило. Вона була незадоволена житлом, яке вони займали; у будинку, який вони орендували на три роки, текла стеля, і Кароліна описувала домівку як «руїни місця». До того ж вона була обурена цінами в місті і тим, що на момент її приїзду домашня служниця була ув'язнена за крадіжку. Поки Вільям працював над каталогом 3000 зірок, вивчав подвійні зірки і намагався виявити причину мінливості зірок Міри та Алголя, Кароліну просили «підмітати» небо, ретельно проглядаючи смугами, щоб знайти цікаві об'єкти. Вона була незадоволена цим завданням на початку своєї роботи, прагнучи повернутися до культури Бату і почувала себе ізольованою та самотньою, але поступово розвинула любов до роботи.
28 серпня 1782 року Кароліна Гершель почала свій перший власний журнал записів. Вона оформила перші три вступні сторінки: «Це я називаю рахунки та квитанції моїх комет»,  «Комети та листи» та «Книги спостережень». Цей журнал разом з двома наступними зараз належать внеску Гершель до Королівського астрономічного товариства в Лондоні.
26 лютого 1783 року Кароліна Гершель зробила своє перше відкриття: вона знайшла туманність, яка не була включена до каталогу Мессьє. У ту ж ніч вона самостійно відкрила Мессьє 110 (NGC 205), другий супутник Галактики Андромеди. Тоді Вільям почав шукати туманності, відчуваючи, що їх чекають багато відкриттів. Він відвів Кароліну до драбини на шестиметрововому відбивачі, де вона намагалась зробити неможливі вимірювання подвійних зірок. Вільям швидко зрозумів, що метод пошуку туманностей неефективний, і йому потрібен помічник для ведення записів. Звичайно, він звернувся до Кароліни.
Влітку 1783 року Вільям закінчив будівництво телескопа для пошуку комет для Кароліни, який вона почала відразу ж використовувати. З жовтня 1783 року вони використовували шестиметровий телескоп-рефлектор для пошуку туманностей. Спочатку Вільям намагався одночасно спостерігати і записувати об'єкти, але це було неефективно і він знову звернувся до Кароліни. Вона сиділа біля вікна всередині, Вільям викрикував свої спостереження, а Кароліна записувала. Це було непросте завдання, тому що їй доводилось використовувати каталог Джона Фламстида, щоб визначити, які зірки Вільям використовував орієнтиром для туманностей. Оскільки каталог Флемстида був організований по сузір'ях, він був не особливо корисний, тому Керолайн створила власний каталог, організований за полярною відстанню. На наступний ранок Гершель переглядала позначки і записувала формальні спостереження, які вона назвала «нагляд за небесами».

#### Комети
Упродовж 1786—1797 років Кароліна Гершель відкрила вісім комет, першу з них — 1 серпня 1786 року. Вона мала безперечну першість як відкривачка ще п'яти комет і повторно відкрила комету Енке в 1795 році. П'ять її комет були опубліковані в «Філософських працях». Пакет паперів з надписом «Це я називаю рахунками та квитанціями моїх комет» містить деякі дані, пов'язані з відкриттям кожного з цих об'єктів. Вільяма викликали в замок Віндзор, щоб він продемонстрував комету Кароліни королівській родині. Вільям зареєстрував це явище сам, назвавши його «Кометою моєї сестри». Кароліну Гершель часто помилково вважають першою жінкою, яка відкрила комету; проте Марія Кірх зробила це ще на початку 1700-х років, але її часто не враховують, оскільки на той час це відкриття приписувалося її чоловікові Готфріду Керху .
Гершель написала лист до Королівського астронома, щоб оголосити про відкриття своєї другої комети. Третя комета була виявлена 7 січня 1790 р., а четверта — 17 квітня 1790 р. Гершель сповістила про них сера Джозефа Бенкса. Всіх їх вона виявила за допомогою телескопа, зробленого у 1783 році. У 1791 році Гершель почала використовувати 23-сантиметровий телескоп для пошуку комет і виявила ще три комети з його допомогою. Її п'ята комета була відкрита 15 грудня 1791 року, а шоста — 7 жовтня 1795 року. Через два роки 6 серпня 1797 року вона відкрила її восьму та останню комету — єдину, яку вона виявила без оптичної допомоги. Вона оголосила про це відкриття, надіславши листа до Бенкса. У 1787 році Джордж III урочисто призначив їй щорічну зарплату в розмірі 50 фунтів стерлінгів (еквівалентно £6400 на 2020 рік) за роботу помічницею Вільяма. Призначення Кароліни зробило її першою жінкою в Англії, яка зайняла офіційну посаду уряду, і першою жінкою, яка отримувала зарплату за роботу в науці.
У 1797 році спостереження Вільяма показали, що в зірковому каталозі, опублікованому Джоном Фламстидом, було дуже багато неточностей. До того ж, він був складним у використанні: каталог був опублікований у двох томах, структурований у формі каталогу та містив повний обсяг оригінальних спостережень з великою кількістю помилок. Вільям зрозумів, що він потребує належної індексації, щоб правильно вивчити ці неточності, але він неохоче присвячував цьому час, не бажаючи жертвувати своєю цікавішіою астрономічною діяльністю. Тому він рекомендував Кароліні, щоб вона взялася за це завдання, яке в кінцевому рахунку зайняло 20 місяців. Отриманий «Каталог зірок, взятий із спостережень містера Фламстида, що містяться у другому томі „Історії неба“, та не вставлений у Британський каталог» був опублікований Королівським товариством у 1798 р. Він містив позначення кожного спостереження Фламстида за кожною зіркою, список одруківок та список понад 560 зірок, які не були включені раніше. У 1825 році Кароліна пожертвувала твори Фламстида Королівській академії Геттінген .

#### Стосунки з братом Вільямом
В усіх її записах Кароліна Гершель неодноразово давала зрозуміти, що хоче заробляти та бути здатною утримувати себе. Коли корона почала платити їй за допомогу своєму братові в 1787 році, вона стала першою жінкою, яка отримувала заробітну плату за наукову роботу в той час, коли навіть чоловіки рідко її отримували. Її зарплата становила 50 фунтів на рік, і це були перші гроші, які вона коли-небудь заробляла сама.
Коли Вільям одружився з багатою вдовою Мері Пітт (до шлюбу Болдуін) у 1788 році, союз викликав напругу у стосунках між братом та сестрою. Кароліну називали злою, ревнивою жінкою, яка поклонялася братові і ображала тих, хто ліз у їхнє домашнє життя. У своїй книзі «Епоха чудес» біограф Річард Холмс прихильніше ставиться до позиції Кароліни, зазначаючи, що зміни багато в чому були негативними для неї. З появою дружини Вільяма вона втратила управлінські та соціальні обов'язки в домашньому господарстві та супроводжуючий їх статус. Вона також переїхала з будинку до окремої квартири, щодня повертаючись, щоб працювати з братом. Вона більше не мала ключів від обсерваторії та робочої кімнати, де виконувала велику частину власної роботи. Оскільки вона знищила свої щоденники з 1788 по 1798 роки, її почуття щодо періоду не зовсім відомі. У серпні 1799 року роботу Гершель визнали, коли вона провела тиждень у Ґрінвічі як гостя королівської родини.
Бартелемі Фожа де Сен-Фон зазначив, що вона та її брат продовжували активно працювати в цей період. Коли її брат з родиною були далеко від дому, Гершель часто поверталася до будинку, щоб тримати все в порядку. У подальшому житті вона обмінювалася з невісткою ласкавими листами і глибоко прив'язалась до свого племінника, астронома Джона Гершеля.
Одруження брата, ймовірно, призвело до того, що Гршель стала більш незалежною від нього. Вона зробила багато відкриттів окремо від нього і продовжувала працювати сама над багатьма астрономічними проектами, які сприяли її піднесенню до слави.

#### Новий загальний каталог
У 1802 році Королівське товариство опублікувало каталог Кароліни у своїх Філософських працях Королівського товариства А від імені Вільяма. У ньому перелічувалось близько 500 нових туманностей та скупчень у додаток до вже відомих 2000. До кінця життя Гершель групувала дві з половиною тисячі туманностей та зіркових скупчень у зони подібних полярних відстаней, щоб її племінник Джон Гершель міг систематично їх переглядати. Список згодом було розширено та перейменовано на Новий загальний каталог. Багато об'єктів, які не є зорями, досі ідентифікуються за їх NGC (New General Catalogue) номером.

### Пізні роки

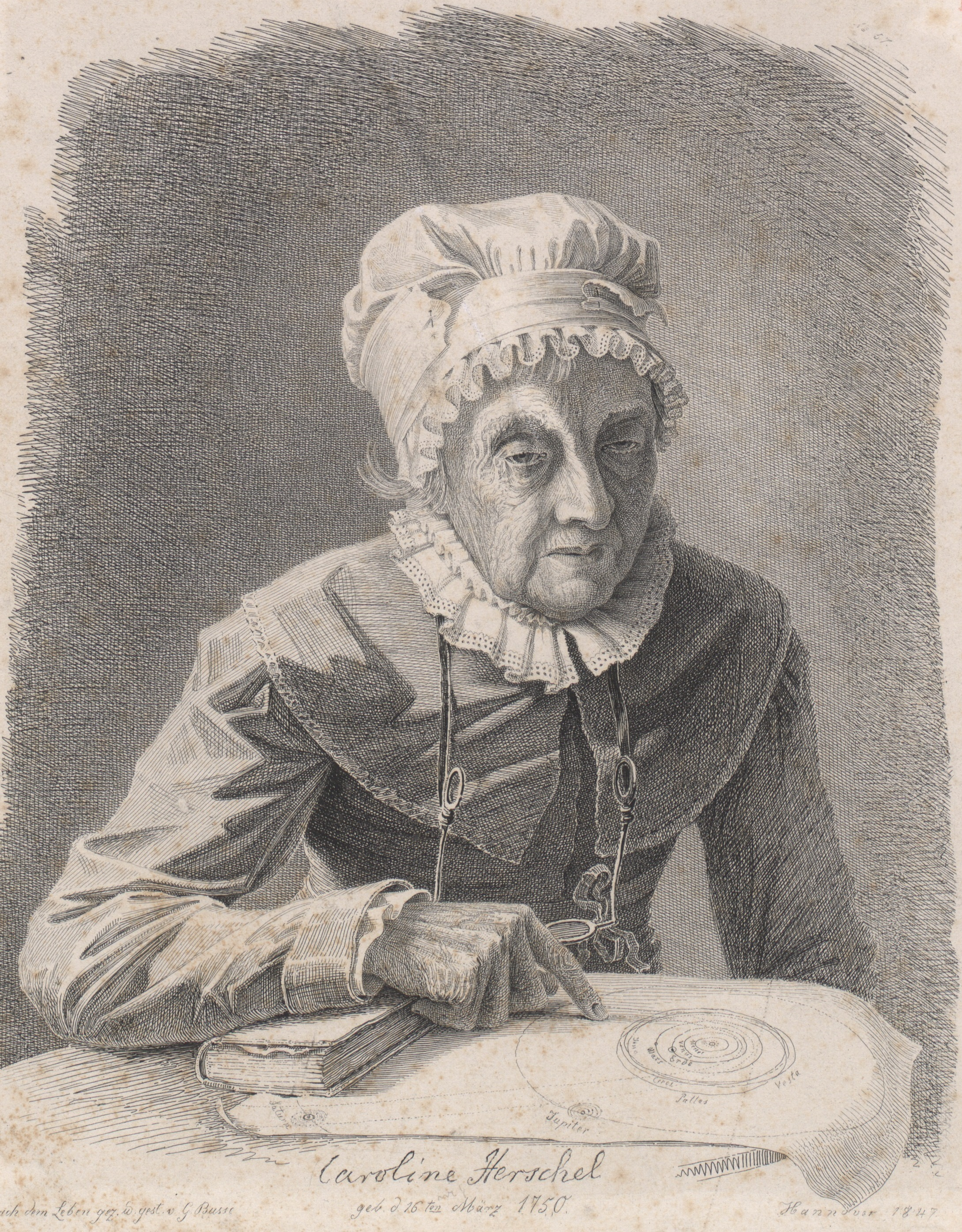
1847 р. Літографія Кароліна Гершель, близько 97 років.

Після того, як у 1822 році помер її брат, Гершель у траурі переїхала назад до Ганновера в Німеччину, продовжуючи астрономічні дослідження для перевірки та підтвердження знахідок Вільяма і створила каталог туманностей, щоб допомогти племіннику Джону Гершелю в його роботі. Однак її спостереженням заважала архітектура в Ганновері, тож вона проводила більшу частину часу, працюючи над каталогом. У 1828 році Королівське астрономічне товариство подарувало їй золоту медаль за цю роботу — жодна жінка не отримувала її надалі аж до Віри Рубін у 1996 році.  Після смерті Вільяма її племінник Джон Гершель взяв на себе спостереження за будинком батька. Кароліна дала йому поштовх в астрономію, коли показала сузір'я в «Атласі» Фламстида. Кароліна Гершель додала остаточні записи до своєї книги спостережень 31 січня 1824 р. про Велику комету 1832 р., яку було виявлено 29 грудня 1823 р. Протягом усього подальшого свого життя Гершель залишалася фізично активною та здоровою, а також регулярно спілкувалася з іншими науковими світилами. Останні роки вона провела, пишучи свої спогади і оплакуючи обмеження свого тіла, що більше не дозволяло їй робити оригінальних відкриттів.
9 січня 1848 року Кароліна Гершель мирно померла в Ганновері. Похована на Маріенштрассе,35 в Ганновері на кладовищі Гартенфрідхоф поруч з її батьками та з локоном волосся Вільяма. На її надгробному написі вказано: «Очі тої, хто тут прославлена нижче, були звернені до зоряного неба». З братом вона відкрила понад 2400 астрономічних об'єктів за понад 20 років. Астероїд 281 Лукреція (відкритий у 1888 р.) був названий другим іменем Кароліни і кратер С. Гершель на Місяці названий на її честь.

## Відзнаки та вшанування
Кароліна Гершель була нагороджена королем Пруссії та Королівським астрономічним товариством. Її нагородили Золотою медаллю від Астрономічного товариства у 1828 р. «За недавнє зведення даних до січня 1800 року про 2500 туманностей, виявлених її знаменитим братом, що може вважатися завершенням праці, яка, ймовірно, не має собі рівних ані за величиною, ані за значенням у історії астрономічної науки». Вона закінчила цю роботу після смерті брата та переїзду до Ганновера.
Королівське астрономічне товариство обрало її почесною членкинею у 1835 році разом з Мері Сомервілл. Вони стали першими жінками у товаристві. Також її обрали почесною членкинею Королівської ірландської академії в Дубліні в 1838 році.
У 1846 році, коли їй було 96 років, король Пруссії нагородив її Золотою медаллю за науку, переданою їй Олександром фон Гумбольдтом, "за визнання цінних послуг, наданих Астрономії Вами, як товаришкою по роботі Вашого безсмертного брата, сера Вільяма Гершеля, шляхом відкриттів, спостережень та копітких розрахунків ".
На її честь названо астероїд 281 Лукреція .
Поема «Планетарій» Адрієнни Річ 1968 року описує життя та наукові досягнення Кароліни Гершель. У художній інсталяції «Звана вечеря» Джуді Чикаго, яка відзначає жінок, які зробили вагомий історичний внесок, також є місце для Кароліни Гершель. Google вшанував її за допомогою Doodle Google у її 266-й день народження (16 березня 2016 року).